# Casino Copenhagen
Casino Copenhagen er et dansk kasino, der er beliggende i tilknytning til Radisson Blu Scandinavia Hotel på Islands Brygge i København. Kasinoet slog dørene op for kunder første gang d. 31. december 1990, og har siden positioneret sig som Danmarks største kasino. Selskabet har i dag mere end 150 ansatte. Moderselskabet Casino Copenhagen K/S, er ejet ligeligt af CIH Scandinavia Hotel og Casinos Austria International GmbH, Østrig. Casino Copenhagen K/S overtog pr. 1. maj 2014 Casino Marienlyst A/S og dermed driften af Casino Marienlyst i Marienlyst, Helsingør.
I juli 2020 offentliggjorde Casino Copenhagen planer om at åbne endnu et kasino i København. Kasinoet var sat til at åbne i august 2020, men coronapandemivirussen satte en stopper for det. Åbningen er nu sat til engang i foråret 2021. Licensen til et fysisk kasino i København tilhørte Tivoli A/S, men den kendte forlystelseshave havde gentagne gange ikke ønsket at gøre brug af licensen, og dermed røg den slutteligt i udbud. Beliggenheden i samme bygning som bl.a. Radisson Collection Hotel, Royal, tæt på Vesterport Station og Tivolis mange turister, gør at kasinoet ligger mere centralt end Casino Copenhagen på Amager.
Kasinoet åbnede 31. december 1990 og var det første herhjemme, der fik licens fra Justitsministeriet til at udbyde spil på blackjack og roulette. Det er samtidig Nordeuropas største kasino. Kasinoet er tegnet af Knud Holscher og Rudolph Gschnitzer og primært udført i træ og guld.
Udover de klassiske kasinospil danner stedet også ramme om pokerturneringer. I årene 2004-2012 afholdtes Europas største serie af pokerturneringer, European Poker Tour, på kasinoet i København. Det var i pokerdisciplinen Texas Hold'em, og turneringen blev hurtigt et fast stop i pokerspillets gyldne år. Med en førstepræmie på flere millioner kunne turneringerne samle alle verdensstjernerne inklusiv de danske pokerspillere Gus Hansen, Peter Eastgate og Theo Jørgensen. Det lykkedes dog ikke nogen af disse to spillere at vinde turneringen på hjemmebane. Det gjorde det dog for Mads Andersen, da han i 2006-sæsonen vandt turneringen og 2.548.040 kr. . I 2012 lykkedes det den i pokerkredse kendte danske pokerspiller Mickey Petersen at vinde turneringen og en førstepræmie på 2.515.000. Verdens største turneringsserie, World Poker Tour, har også gæstet Casino Copenhagen. Det skete i henholdsvis 2012 og 2013. Siden da har kasinoet ikke lagt pokerborde til store internationale pokerturneringer.